# یان میبراند
یان میبراند (سوئدی: Jan Mybrand؛ زادهٔ ۲۶ ژانویهٔ ۱۹۵۹) بازیگر اهل سوئد است.
از فیلم‌ها یا برنامه‌های تلویزیونی که وی در آن نقش داشته است، می‌توان به بال‌های شیشه‌ای، بزرگترین سرقت دارودسته ینسون و زبان عشق اشاره کرد.